# Подгорная (Вашкинский район)
Подго́рная — деревня в Вашкинском районе Вологодской области.
Входит в состав Пореченского сельского поселения, с точки зрения административно-территориального деления — в Пореченский сельсовет.
Расстояние по автодороге до районного центра Липина Бора — 57 км, до центра муниципального образования посёлка Бонга — 6 км. Ближайшие населённые пункты — Костино, Левино, Харбово.
По переписи 2002 года население — 11 человек.